# Ten (album Astral Projection)
Ten – siódmy album izraelskiej grupy Astral Projection wydany w 2004 roku przez wytwórnię Phonokol Records.

## Lista utworów
1. „Chaos” (Bizarre Contact Remix) – 7:40
2. „Nilaya” (Melicia Remix) – 6:34
3. „Dancing Galaxy” (Dynamic Remix) – 6:50
4. „Power Gen” (Space Cat Remix) – 7:52
5. „Let There Be Light” (Atomic Pulse vs. Perplex Remix) – 6:32
6. „People Can Fly” (Delirious Remix) – 7:54
7. „Visions of Nasca” (BLT Remix) – 8:22
8. „Aurora Borealis” (Deedrah Remix) – 8:25
9. „Liquid Sun” (Star X Remix) – 7:12
10. „Mahadeva” (John '00' Fleming Remix) – 9:31